# Filip Hałucha
Filip "Heinrich" Hałucha (ur. 14 października 1980 w Warszawie) – polski muzyk, realizator dźwięku, producent muzyczny i basista. Współzałożyciel i basista zespołu blackmetalowego Vesania. Do 2007 roku wraz z grupą nagrał trzy albumy studyjne: Firefrost Arcanum (2003), God the Lux (2005) oraz Distractive Killusions (2007). W 2004 roku został członkiem grupy Rootwater w której zastąpił Przemysława Bielińskiego. Wraz z Rootwater Hałucha zrealizował dwie płyty: Limbic System (2007) i Visionism (2009). W 2010 roku w związku z problemami zdrowotnymi wokalisty - Macieja Taffa formacja zawiesiła działalność. Z kolei Hałucha zapowiedział brak możliwości powrotu do zespołu w przypadku wznowienia jego działalności.
W 2006 roku jako muzyk studyjny dołączył do deathmetalowej formacji Masachist. Debiut kwintetu pt. Death March Fury ukazał się w 2009 roku. Również w 2006 roku na zaproszenie Maurycego "Mausera" Stefanowicza dołączył do gothic metalowego kwartetu UnSun. Wraz z zespołem nagrał dwie płyty The End of Life (2008) i Clinic For Dolls (2010). Hałucha odszedł z UnSun w 2010 roku w zawiązku ze zobowiązaniami wobec Decapitated, formacji której skład uzupełnił pod koniec 2009 roku. Muzyk opuścił zespół w czerwcu 2011 roku po nagraniu albumu Carnival is Forever (2011). 
Jako muzyk sesyjny współpracował z zespołami So I Scream i Gortal, a także grupą Crionics wraz z którą koncertował. Hałucha jest również pracownikiem studia Sound Division w Warszawie. Realizował nagrania takich zespołów jak: Leash Eye, Soul Snatcher, Obscure Sphinx, Lostbone, Marne Szanse i Intercity.

## Instrumentarium
Głównym instrumentem Filipa Hałuchy jest gitara basowa Mayones Slogan 5 w wersji Custom. Muzyk używa ponadto gitary B.C. Rich Bernardo 5 oraz wzmacniaczy Ampeg B4R i Ampeg SVT6Pro. Basista stosuje także szereg efektów i urządzeń np.: Sansamp Bass Driver, EBS Multidrive, Sansamp RBI, MXR M80, BBE sonic maximizer 362, Taurus Tux compressor, Boss NS-2 noise supressor, Tuner Korg DT-10 czy Mipro wirelles system.

## Dyskografia
- Rootwater - Limbic System (2007, Mystic Production)
- UnSun - The End of Life (2008, Century Media)
- Gortal - Blastphemous Sindecade (2008, Pagan Records, sesyjnie gitara basowa)
- So I Scream - 6Shooter EP (2009, So I Scream, sesyjnie gitara basowa)
- Rootwater - Visionism (2009, Mystic Production)
- UnSun - Clinic For Dolls (2010, Mystic Production)
- Decapitated - Carnival is Forever (2011, Nuclear Blast)[14]
- Dragon’s Eye - The New Age (2011, Dragon's Eye, inżynieria dźwięku, miksowanie, mastering)
- Obscure Sphinx - Anaesthetic Inhalation Ritual (2011, Fuck the Tag, produkcja muzyczna)
- Leash Eye - V.I.D.I (2011, Metal Mind Productions, inżynieria dźwięku)[15]
- Lostbone - Ominous (2012, Metal Mundus Records, inżynieria dźwięku, miksowanie, mastering)
- Hate - Solarflesh – A Gospel of Radiant Divinity (2013, Napalm Records, inżynieria dźwięku)[16]
- Leash Eye - Hard Truckin' Rock (2013, Metal Mind Production, inżynieria dźwięku, miksowanie, mastering)[17]
- Hate - Crusade:Zero (2015, Napalm Records, sesyjnie gitara basowa)[18]
- Ziemia Zakazana - Niesmiertelność (2015, Fonografika, inżynieria dźwięku, miksowanie, mastering)